# Dalius
Dalius ist ein litauischer männlicher Vorname, abgeleitet von dalia (dt. 'Schicksal'). Die  weibliche Form ist Dalia.

## Namensträger
- Dalius Bitaitis (*  1964), Politiker, Vizeminister
- Dalius Čekuolis (* 1959), Diplomat, Botschafter
- Dalius Kaziūnas (* 1976), Manager
- Dalius Krinickas, Politiker, Vizeminister für Umwelt
- Dalius Misiūnas (* 1980), Manager und KTU-Professor
- Dalius Vaiciukevičius (* 1981), Eishockeyspieler